# Спартак (Полтава)
«Спартак» (Полтава) — радянський футбольний клуб з Полтави.

## Історія
Футбольна команда "Спартак" була заснована в Полтаві в XX столітті. У 1938 році колектив брав участь у розіграші Кубка СРСР. У 1946 році клуб дебютував у центральній зоні Третьої групи чемпіонату СРСР. Після цього клуб виступав у розіграші чемпіонату і Кубка Полтавської області, ставши дворазовим чемпіоном області та триразовим володарем кубка.

## Досягнення
- Чемпіон Полтавської області: 1946, 1951
- Володар Кубка Полтавської області: 1940, 1946 (осінь), 1949